# Malek Aït-Alia
Malek Aït-Alia, né le 15 août 1977 à Mulhouse, est un footballeur franco-algérien. Il évolue au poste de défenseur ou de milieu défensif de la fin des années 1990 à la fin des années 2000. Il fut sélectionné à deux reprises en équipe nationale d'Algérie.

## Biographie
Malek Aït-Alia commence le football à 10 ans à Mulhouse. Formé au FC Mulhouse, il joue ensuite au Stade de Reims, au RC Paris, au Clermont Foot, au Stade lavallois, au Montpellier HSC avant de terminer sa carrière à l'Amiens SC.
Il compte deux sélections en équipe d'Algérie (entre 2003 et 2004).
Le 15 mai 2008, il signe un contrat de deux ans avec le club d'Amiens SC.
Après avoir joué seulement quatre matchs en Ligue 2 avec Amiens durant la saison 2008-2009, il met un terme à sa carrière de footballeur professionnel.

## Statistiques
Le tableau ci-dessous retrace le parcours de Malek Aït-Alia durant sa carrière professionnelle,,.
| Saison                | Club                  | Championnat           | Championnat | Championnat | Coupe nationale | Coupe nationale | Coupe de la Ligue | Coupe de la Ligue | Algérie | Algérie | Total | Total |
| Saison                | Club                  | Division              | M.          | B.          | M.              | B.              | M.                | B.                | M.      | B.      | M.    | B.    |
| 1996-1997             | FC Mulhouse           | Division 2            | 1           | 0           | -               | -               | -                 | -                 | -       | -       | 1     | 0     |
| 1997-1998             | FC Mulhouse           | Division 2            | 13          | 0           | 1               | 0               | 1                 | 0                 | -       | -       | 15    | 0     |
| 1998-1999             | FC Mulhouse           | National              | 22          | 1           | -               | -               | 1                 | 0                 | -       | -       | 23    | 1     |
| 1999-2000             | FC Lorient            | Division 2            | -           | -           | -               | -               | -                 | -                 | -       | -       | 0     | 0     |
| 2000-2001             | Stade de Reims        | National              | 32          | 0           | 2               | 0               | -                 | -                 | -       | -       | 34    | 0     |
| 2001-2002             | RC France             | National              | 36          | 0           | 1               | 0               | -                 | -                 | -       | -       | 37    | 0     |
| 2002-2003             | Clermont Foot         | Ligue 2               | 23          | 0           | -               | -               | -                 | -                 | 1       | 0       | 24    | 0     |
| 2003-2004             | Clermont Foot         | Ligue 2               | 19          | 2           | -               | -               | 2                 | 0                 | 1       | 0       | 22    | 2     |
| 2004-2005             | Stade lavallois       | Ligue 2               | 35          | 0           | 1               | 0               | 2                 | 1                 | -       | -       | 38    | 1     |
| 2005-2006             | Stade lavallois       | Ligue 2               | 24          | 1           | -               | -               | 2                 | 0                 | -       | -       | 26    | 1     |
| 2006-2007             | USM Alger             | Division 1            | 7           | 0           | -               | -               | -                 | -                 | -       | -       | 7     | 0     |
| 2006-2007             | Montpellier HSC       | Ligue 2               | 11          | 0           | 1               | 1               | -                 | -                 | -       | -       | 12    | 1     |
| 2007-2008             | Montpellier HSC       | Ligue 2               | 28          | 1           | 2               | 0               | 2                 | 0                 | -       | -       | 32    | 1     |
| 2008-2009             | Amiens SC             | Ligue 2               | 4           | 0           | -               | -               | -                 | -                 | -       | -       | 4     | 0     |
| Total sur la carrière | Total sur la carrière | Total sur la carrière | 255         | 5           | 8               | 1               | 10                | 1                 | 2       | 0       | 275   | 7     |